# بن وايت
بنيامين ويليام وايت (بالإنجليزية: Benjamin William White)‏ (مواليد 8 أكتوبر 1997 في بول، إنجلترا) هو لاعب كرة قدم إنجليزي يلعب مع نادي أرسنال في الدوري الإنجليزي الممتاز.

## روابط خارجية
- بن وايت على موقع الاتحاد الأوربي (الإنجليزية)
- بن وايت على موقع إي إس بي إن إف سي (الإنجليزية)
- بن وايت على موقع قاعدة بيانات كرة القدم.إي يو (الإنجليزية)
- بن وايت على موقع ليكيب (الفرنسية)
- بن وايت على موقع ناشيونال فوتبول تيمز (الإنجليزية)
- بن وايت على موقع Soccerbase.com (لاعب) (الإنجليزية)
- بن وايت على موقع Soccerway.com (الإنجليزية)
- بن وايت على موقع عالم كرة القدم.نت (الإنجليزية)
- بن وايت على موقع AS.com (الإسبانية)